# Tolmomyias assimilis sucunduri
Tolmomyias assimilis sucunduri is een zangvogel uit de familie Tirannen (Tyrannidae). De ondersoort werd in de eerste helft van 2013 samen met andere 14 taxa, waaronder Chico's vliegenpikker en Herpsilochmus stotzi, ontdekt in het Braziliaanse Amazonewoud door een groep van Braziliaanse en Amerikaanse wetenschappers van het Museu de Zoologia da Universidade de São Paulo (MZ-USP), het Instituto Nacional de Pesquisas da Amazônia, het Museu Paraense Emílio Goeldi en van het Museum van Natuurwetenschappen van de Louisiana State University. Dat dit taxon als een ondersoort van Tolmomyias assimilis moet worden opgevat, is pas later vastgesteld.

## Naamgeving
Wetenschappelijke naam
De wetenschappelijke naam van deze ondersoort is door de ornithologen Bret M. Whitney, Fabio Schunck, Marco Antonio Rêgo en Luís Fábio Silveira in juli 2013 voor het eerst gepubliceerd in het Handbook of the Birds of the World. De naam sucunduri verwijst naar de gelijknamige rivier in Brazilië waarin de ondersoort werd aangetroffen.
Lokale naam
Tolmomyias sucunduri heeft van eerdergenoemde ornithologen de lokale naam bico-chato-do-sucunduri gekregen.

## Uiterlijke kenmerken
Tolmomyias assimilis sucunduri is een grijze vogel met een blauwe kop, witte buik en grijze veren.

## Leefgebied
De soort leeft in het Amazoneregenwoud nabij een zijrivier van de rivier Madeira.

## Status
In mei 2013 werd vastgesteld dat Tolmomyias sucunduri een bedreigde soort is. Hij dankt deze status aan het feit dat zijn habitat wordt bedreigd door onder andere ontbossing.